# 曲淵站

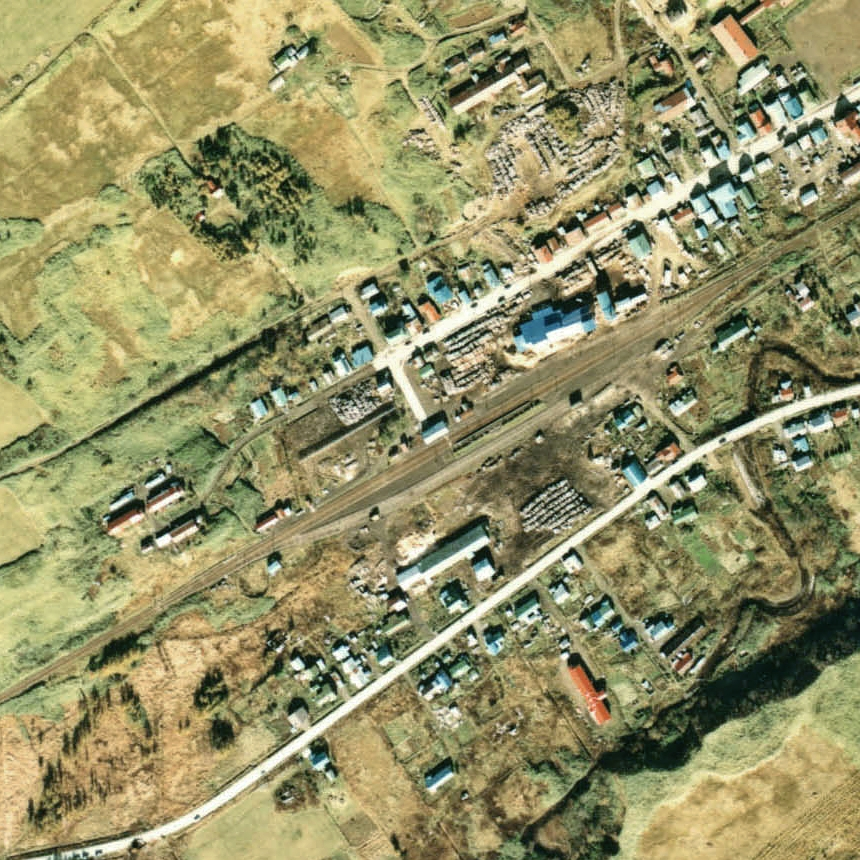
1977年的曲淵站与方圆500米範围。左邊為南稚內方向。當時設有2面2線的千鳥式月台和2條副本線。車站大樓旁邊設有貨物月台與引込線。車站後方南稚内一方設有越過山嶺的輔助機車專用的轉車盤遺址。曾經在東邊山後方為煤礦，町的東邊成為選煤廠。在本線向濱頓別一方設有向南鋪設的軌道遺址。在煤礦關閉13年後，煤礦住宅已經撤走，只有少量的木頭堆在料場。

曲淵站（日语：／ Magarifuchi eki */?）是位於北海道稚內市大字聲問村字曲淵，北海道旅客鐵道（JR北海道）的天北線車站（廢站）。隨著天北線廢線，車站在1989年（平成元年）5月1日廢除。

## 歷史
- 1922年（大正11年）11月1日 - 鐵道省宗谷本線鬼志別站至稚內站（現時：南稚內站）之間開通（宗谷本線全線開通），此站啟用，當時車站名為「曲淵站（日语：／）」[2]。一般車站[1]。
- 1930年（昭和5年）4月1日 - 音威子府站至稚內站之間的路段改名為北見線，成為北見線車站。
- 1949年（昭和24年）6月1日 - 日本國有鐵道成立，成為日本國有鐵道車站。
- 1961年（昭和36年）4月1日 - 路線改名為天北線，成為天北線車站。
- 1964年（昭和39年）頃 - 車站附近的曲淵煤礦關閉。不再運送煤炭。
- 1982年（昭和57年）6月1日 - 結束貨物處理[1]。
- 1984年（昭和59年）2月1日 - 結束行李處理[1]。
- 1987年（昭和62年）4月1日 - 伴隨國鐵分割民營化，車站由北海道旅客鐵道（JR北海道）營運[1]。
- 1989年（平成元年）5月1日 - 天北線全線廢除，此站也廢除[1]。

在國鐵時代，此站的日文站名從「曲渕駅」改為「曲淵駅」，改名時間不詳。

## 車站構造
截至車站廢除前，車站是一座地面車站，設有2面2線的複合式月台（單式月台與島式月台（只使用單面））。當時可進行列車交會。車站大樓一方的月台中央部分與島式月台中央部分設有站內平交道連接。車站大樓一方（北邊）上行月台為1號月台，對面的上下行共用月台為2號月台。在島式月台外側設有2條側線。1號月台靠近音威子府一方設有轉轍器，連接車站大樓東邊的貨物月台（缺角式月台，貨物側線）。
此站是職員配置站。木製車站大樓位於車站北邊，連接1號月台中央。

## 站名的由來
車站名稱取自所在的地名「字曲淵」。

## 利用狀況
- 在1981年度（昭和56年度）的一日上下車人次為110人[3]。

## 車站周邊
在1960年代前，車站由於鄰近煤礦（天北煤田）而繁榮。現時只有一些村落。截至2010年（平成22年），町內還遺留在露天開採的礦場。
- 北海道道646號曲淵停車場線
- 北海道道138號豐富猿拂線
- 稚內曲淵簡易郵局
- 曲淵神社
- 宇流谷川[4]
- 宗谷巴士（日语：宗谷バス）曲淵線（日语：天北線 (宗谷バス)）「曲淵」巴士站（2020年3月31日路線取消）

## 現況

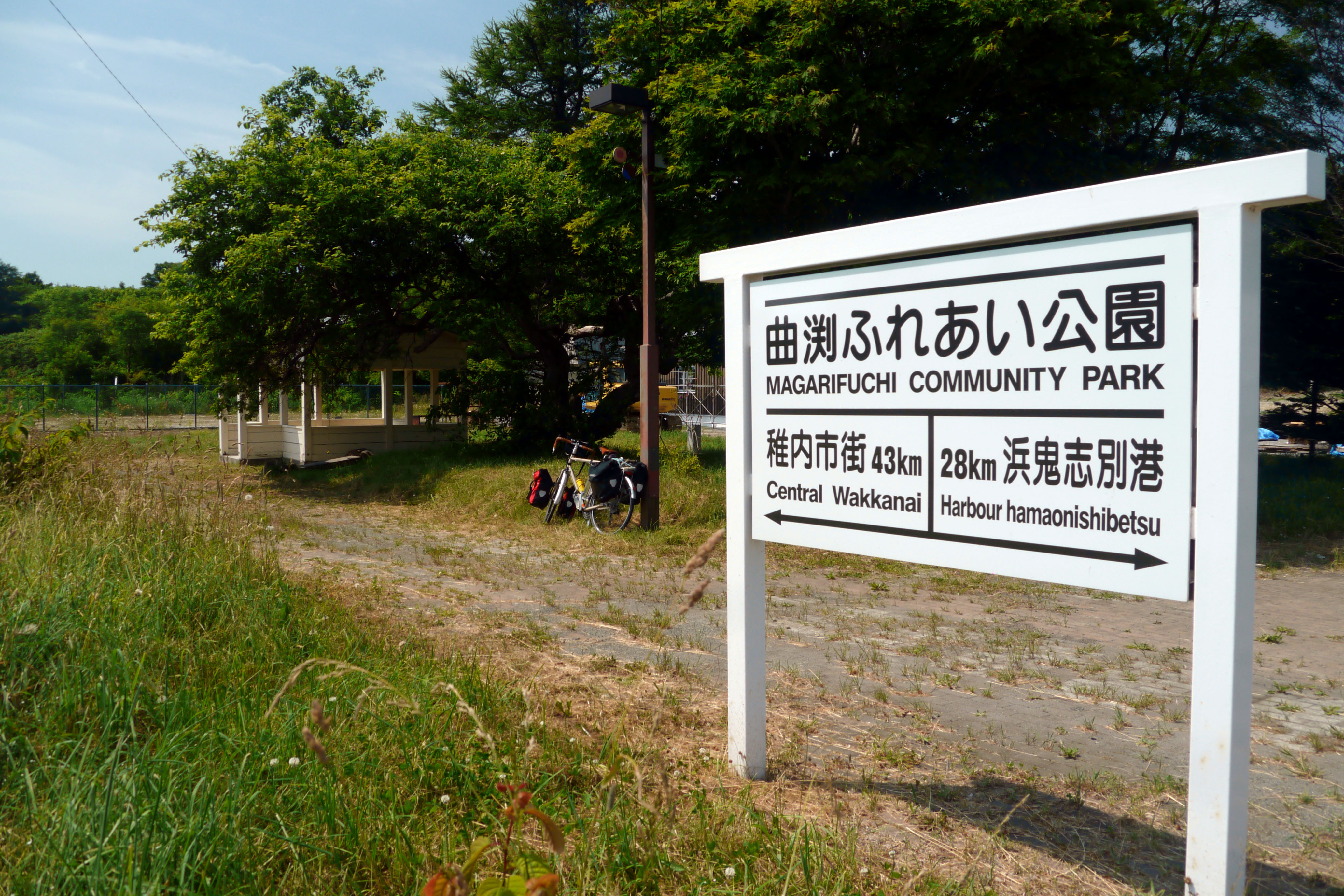
曲淵站遺址(2011年8月4日)

截至2001年（平成13年），站內重建為「曲渕親睦公園」。公園內設有站名牌。站前的植物還存在。截至2010年（平成22年），公園也存在。另外，截至2011年（平成23年），車站遺址建設了巴士候車室。周邊的交通標誌會標示（「ふち」的文字為「渕」）。現時，車站遺址部分位置建設了住宅。另外，部分建設了北海道道138號豐富猿拂線。
另外，在天北線替代巴士重組後，於2011年起行走的宗谷巴士曲淵線在2020年3月尾取消，轉換為合乘的士。

## 其他
截至1987年（昭和62年）4月（1987年〈昭和62年〉3月20日時間表修正），此站到發的區間列車只有上行1班（稚內站至此站之間）。

## 相鄰車站
北海道旅客鐵道（JR北海道）
天北線
小石－曲淵－樺岡

## 注腳
1. 1 2 3 4 5 6 7  石野哲（編）. . JTB. 1998: 907. ISBN 978-4-533-02980-6 （日语）.
2. ↑  《官報》 1922年10月27日　鉄道省告示第144号 （页面存档备份，存于）（國立國會圖書館數碼化收藏）
3. 1 2 3 4 5  書籍《国鉄全線各駅停車1 北海道690駅》（小學館，1983年7月發行）190頁。
4. ↑  書籍《北海道道路地図 改訂版》（地勢堂，1980年3月發行）17頁。
5. 1 2  書籍《鉄道廃線跡を歩くVIII》（JTB出版，2001年8月發行）41-42頁。
6. ↑  書籍《新 鉄道廃線跡を歩く1 北海道・北東北編》（JTB出版，2010年4月發行）19頁。
7. 1 2  書籍《北海道の鉄道廃線跡》（著：本久公洋，北海道新聞社，2011年9月發行）250-251頁。
8. ↑  曲渕線廃止のお知らせ （页面存档备份，存于）（日語） - 宗谷巴士
9. ↑  時刻表《JNR編集 時刻表 1987年4月号》（弘濟出版社（日语：交通新聞社），1987年4月發行）509頁。